# ラウイスクス
ラウイスクス（学名：Rauisuchus）は、現在のブラジルのPaleorrota Geopark (en) に生息していた、後期三畳紀の絶滅した主竜類の属。タイプ種R. tiradentesのみを含む単型の属である。ラウイスクスの属するラウイスクス科は当時における頂点捕食者であり、他の爬虫類を食餌とし、初期の恐竜を狩猟していた可能性がある。

## 発見と命名
1928年あるいは1929年、フリードリヒ・フォン・ヒューネの下で勤務していたドイツの化石収集家Wilhelm Rauがリオグランデ・ド・スル州のサンタ・マリアからサンタ・カタリーナ州のサン・ジョゼへの道中でラウイスクス科の動物の化石を発見した。Rauが化石を発見した地点はZahnsangaとして知られる場所で、道から20～30メートル離れた地点であり、道と平行して渓谷あるいは断崖が走っていた可能性が高い。Zahnsangaはサンタマリア層のAlemoa部層の一部であり、化石は層厚8メートルの層のうち最上部の2.5メートルの層で発見された。発見後フォン・ヒューネはプレストスクスをはじめとする他の化石とともにR. tiradentesの化石をドイツへ送った。
von Huene (1936)は槽歯類の一覧でRauisuchusを命名したが、記相や記載がされていなかったため当時は裸名であった。Rauisuchusが正式な属名となったのはvon Huene (1942)により適切に記載された時であった。
Krebs (1973)はR. tiradentesの足根骨を記載した。Krebs (1976)によって指定されたレクトタイプ標本はBSPG AS XXV 60–68、71–100、105–119および121から構成されている。具体的な保存部位としては、右前上顎骨、右後眼窩骨、左鱗状骨、左頬骨、右翼状骨、右鼻骨、両板状骨、左上角骨、前関節骨、角骨、軸椎とその他の頸椎、胴椎、尾椎、肋骨、血道弓、右肩甲烏口骨、左恥骨、右脛骨、腓骨、距骨、体の皮骨板がある。
Rauにより発見された標本はLautenschlager and Rauhut (2014)により再記載され、標本がLocalities 15-17から産出したこと、また1個体あるいは2個体の標本が発見されたことを突き止めた。von Huene (1942)によると、'Find 1025'はBSPG AS XXV 122（部分的な左上顎骨）、'Find 1020'はBSPG AS XXV 123（1個の頸椎）とBSPG AS XXV 124（1個の肋骨断片）、BSPG AS XXV 120と番号無し（2個の血道弓断片）、BSPG AS XXV 88（完全な左腸骨）である。Lautenschlager and Rauhut (2014)はLocality 15で発見された化石 ('Find 1020') がラウイスクスとは判断できないとし、これらを本属から除外した。またLautenschlager and Rauhut (2014)はvon Huene (1942)が他の産地から産出したさらなる標本をR. tiradentesの部位として同定していたことを指摘した。これらの標本は複数の単離した歯、BSPG AS XXV 101（尺骨の近位端）、BSPG AS XXV 102（部分的な中足骨）であった。しかしこれらの骨と重複する部位が知られていないため、これらを確実にR. tiradentesとして分類することはできない。

## 特徴

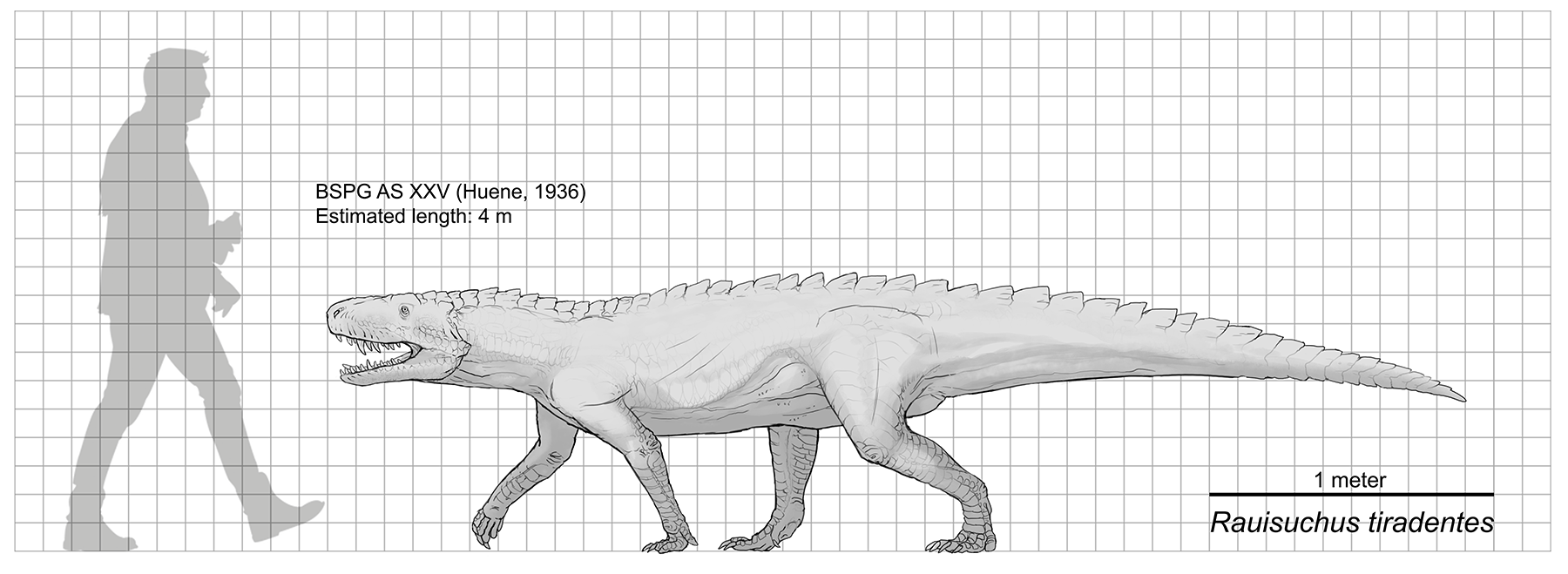
体サイズの比較

ラウイスクスは全長4メートル、腰帯の高さで90センチメートルと推定されている。推定体重は約250キログラムに達する。本属を他のラウイスクス科の属から区別する特徴としては、前上顎骨の後側突起の基部に存在するノブ状態の構造、腹側にキールを持ち後関節突起のラミナを欠く短い頸椎、装飾神経棘と後神経棘ラミナを持つ長い尾椎がある。

## 分類
ラウイスクスはラウイスクス科として知られるワニに近縁な陸棲動物のグループに属するが、1936年の記載時には槽歯類に位置付けられていた。
ラウイスクスの系統関係は様々な類縁仮説が存在する。Brusatte et al. (2010)の系統解析では、ラウイスクスはラウイスクス科のうちラウイスクス亜科の分岐群に置かれた。この分岐群にはティキスクスやポストスクスが含まれており、ポストスクスよりも基盤的でティキスクスよりも派生的な位置に置かれている。また、サウロスクスやバトラコトムスはプレストスクス科という別の科として分岐群が大きく分かれている。
Lautenschlager and Rauhut (2015)では、Nesbitt (2011)とBrusatte et al. (2010)のデータセットを用いた系統解析が実施された。Nesbitt (2011)のデータセットでは、50%合意樹と厳密合意樹の両方においてラウイスクスがプレストスクスやバトラコトムスよりも派生的とされた。また厳密合意樹では多分岐が生じたものの、50%合意樹ではポストスクスやファソラスクスおよびワニよりも基盤的とされている。一方で、Brusatte et al. (2010)のデータセットでは、50%合意樹においてバトラコトムスやプレストスクスよりも基盤的とされている。